# Stictoptera subferriferella
Stictoptera subferriferella là một loài bướm đêm trong họ Noctuidae.